# Kapitanat portu

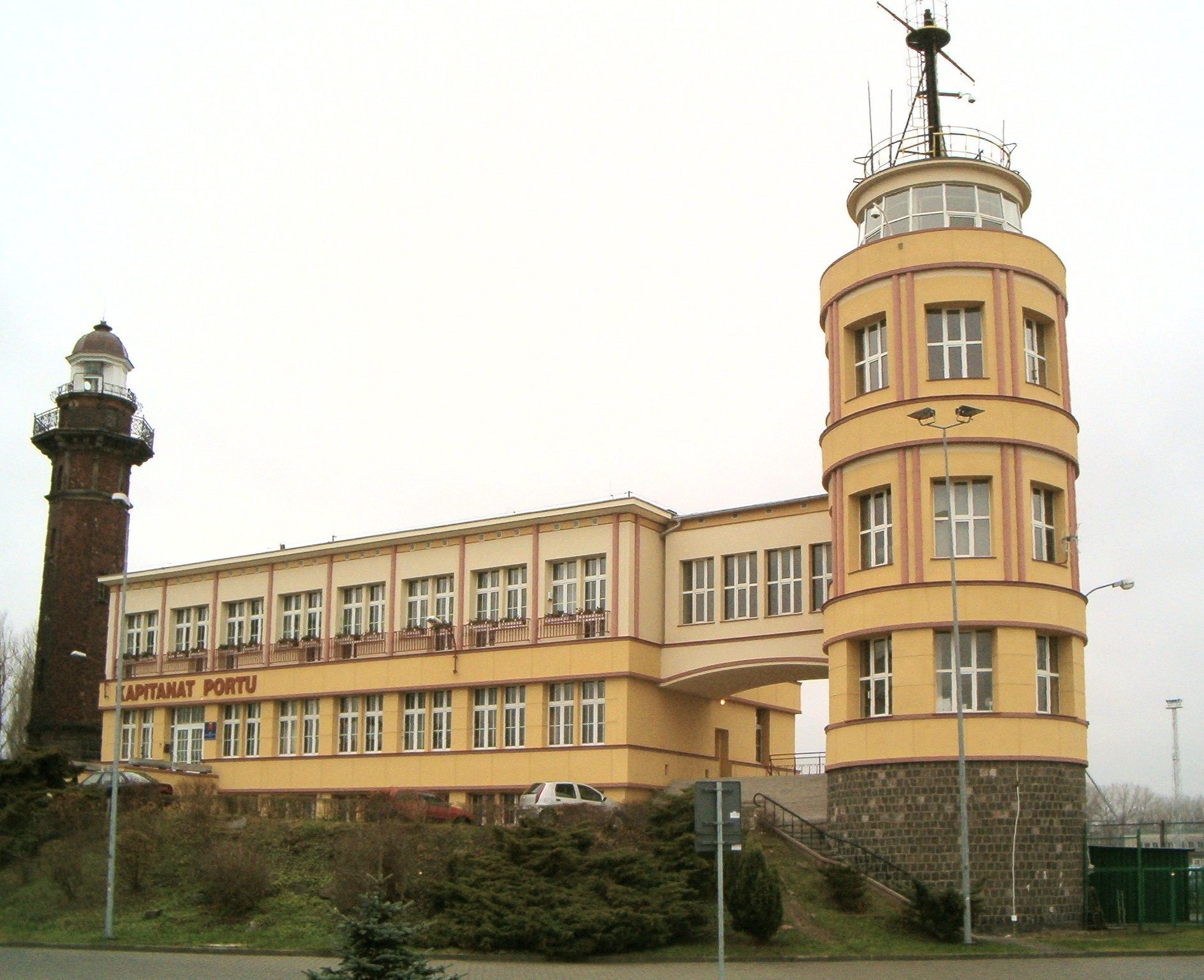
Budynek Kapitanatu Portu w Gdańsku

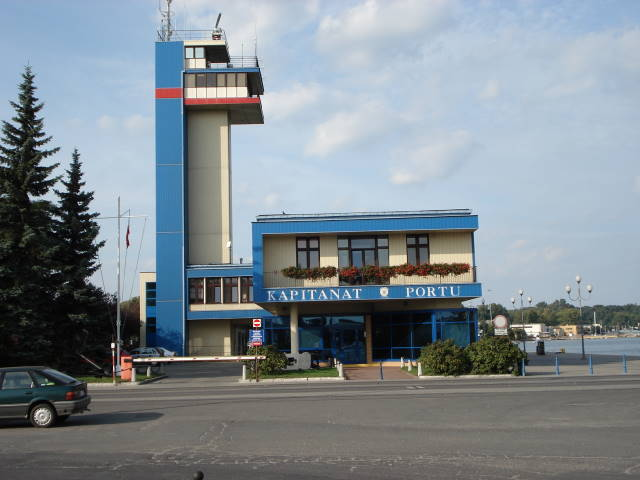
Budynek Kapitanatu Portu w Gdyni

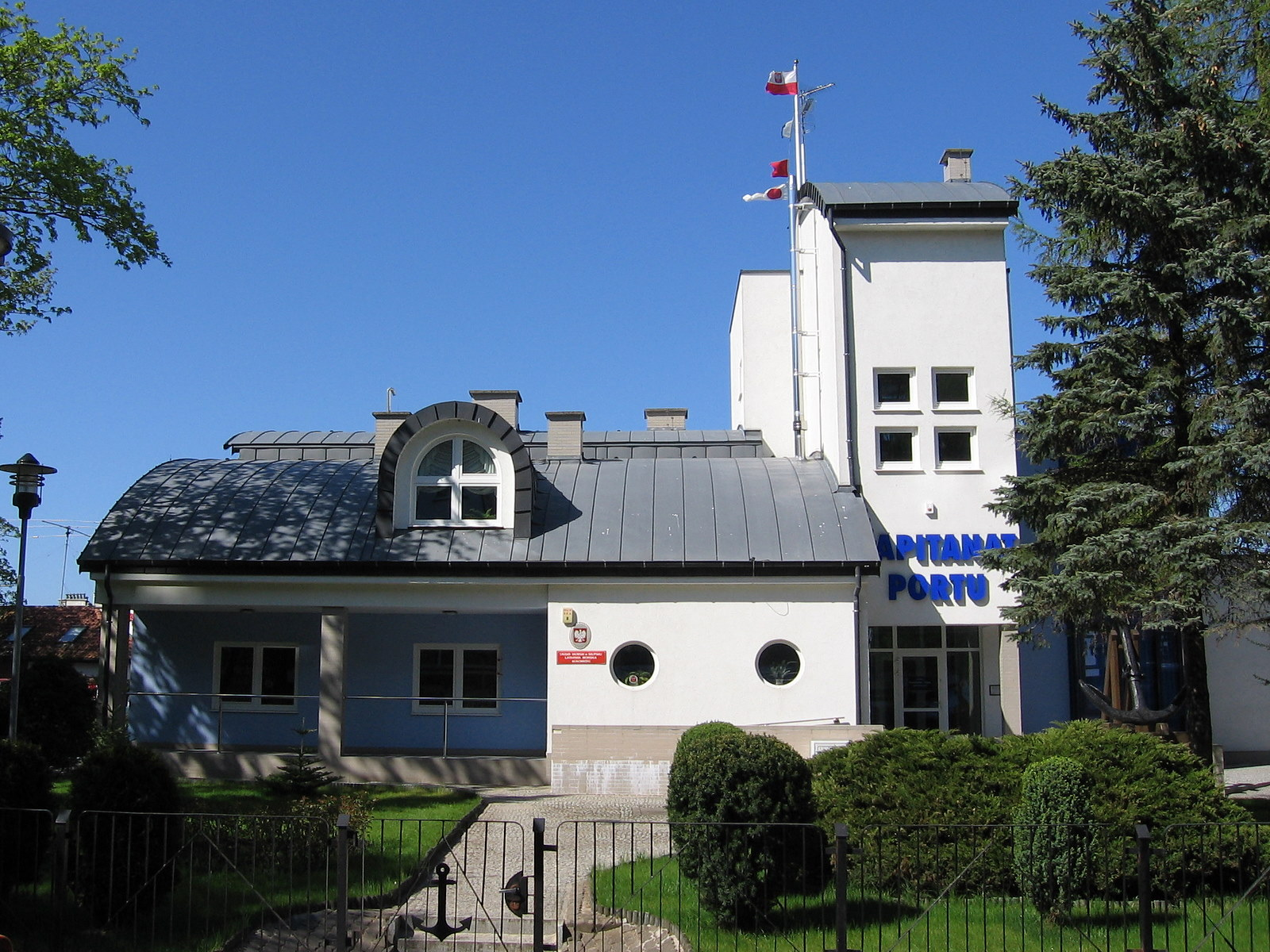
Budynek Kapitanatu Portu w Kołobrzegu

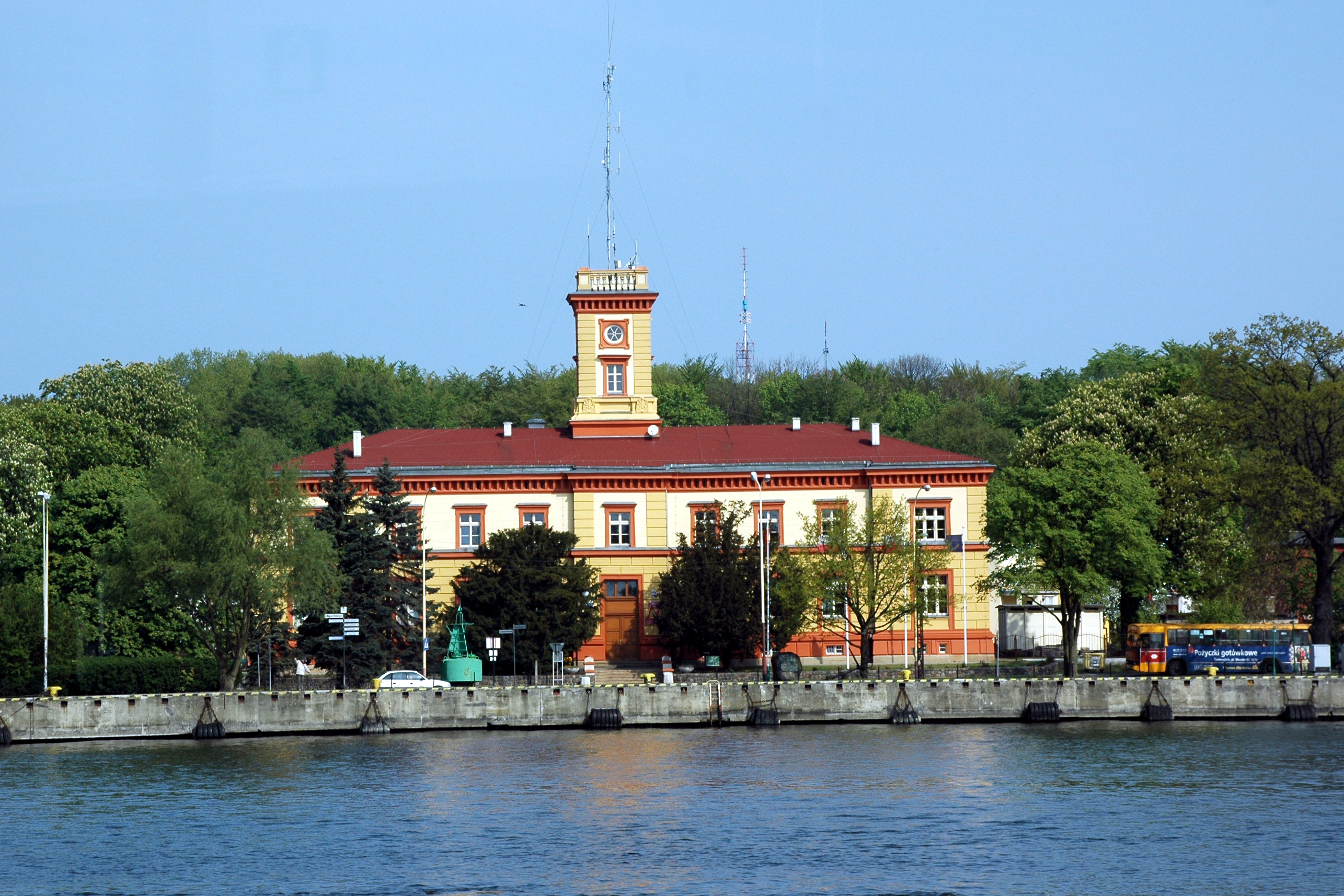
Budynek Kapitanatu Portu w Świnoujściu

Kapitanat portu – jednostka organizacyjna urzędu morskiego sprawująca władzę nad ruchem statków w akwatorium portowym, przyległej redzie. W Polsce na czele kapitanatu stoi kapitan portu. W kapitanacie całodobowo pełnią służbę oficerowie dyżurni. 

## Zadania
Do zadań tego organu należy:
- zarządzanie ruchem statków na podległym obszarze,
  - przyjmowania zgłoszeń statków,
  - postępowania przy identyfikacji oraz akwizycji jednostek uczestniczących w ruchu w granicach właściwości terytorialnej kapitanatu,
  - nadzór nad pilotażem, holowaniem i cumowaniem statków w porcie,
  - wydawanie zezwoleń dotyczących zwolnienia z obowiązku korzystania z usług pilota morskiego na  w granicach właściwości terytorialnej kapitanatu oraz zwolnień od obowiązku korzystania z usług holowniczych,
  - tworzenie i przestrzeganie oraz aktualizacja procedur i przepisów związanych z funkcjonowaniem systemów zarządzania i kontroli ruchu statków oraz systemów automatycznej identyfikacji statków,
- dbanie o bezpieczeństwo żeglugi oraz utrzymywanie porządku w awanporcie, torach wodnych, u wejścia do portu oraz basenach portowych,
  - stosowania procedur związanych z sytuacjami nadzwyczajnymi,
  - przekazywania informacji użytkownikom torów wodnych wiążących się bezpośrednio lub pośrednio z bezpieczeństwem żeglugi
  - kontrola stanu działania znaków nawigacyjnych i urządzeń sygnalizacyjnych w porcie i na torach podejściowych,
  - nadzór nad utrzymaniem bezpiecznych, dopuszczalnych zanurzeń statków na torach wodnych i akwenach portowych oraz przy nabrzeżach, pomostach i przystaniach,
  - zgłaszanie wniosków o wykonanie prac sondażowych, podczyszczających i pogłębiarskich w porcie, na redzie, kotwicowiskach i torach podejściowych na akwenach urzędu,
  - przetwarzanie danych dla map i ich aktualizacja,
  - nadzór nad transportem i przeładunkami materiałów niebezpiecznych,
  - sprawowanie ogólnego nadzoru nad stanem zabezpieczenia przeciwpożarowego oraz w obiektach zlokalizowanych na terenach morskich portów i przystani oraz koordynowanie działań w zakresie bezpieczeństwa przeciwpożarowego z zainteresowanymi organami i służbami ochrony przeciwpożarowej,
  - nadzór nad ratownictwem życia na morzu oraz zabezpieczenie mienia porzuconego, znalezionego na morzu bądź wyrzuconego przez morze,
  - nadzór i koordynacja akcji przeciwsztormowych, przeciwlodowych i przeciwpowodziowych na terenie administrowanego obszaru, w tym prowadzenie dokumentacji akcji,
- funkcje administracyjne:
  - zarząd terenami i urządzeniami w porcie, nie przekazanymi innym jednostkom,
  - nadzór nad akcją zimową (odśnieżaniem, odladzaniem),
  - przekazywanie armatorom, kapitanom statków lub agentom reprezentującym armatora informacji o trybie i sposobie odbioru odpadów ze statków,
  - uzgadnianie planów realizacyjnych i projektów budowlanych w zakresie swoich kompetencji,
  - współpraca z Inspektoratem Ochrony Środowiska w zakresie ochrony środowiska morskiego,
  - sprawy związane z właściwym wykorzystaniem przydzielonego do dyspozycji kapitanatu taboru pływającego,
  - przyjmowanie, kontrola i ewidencja dokumentów statków wchodzących i wychodzących z portu,
  - kontrola dokumentów kwalifikacyjnych załogi,
  - kontrola dokumentów i wyposażenia statków żeglugi śródlądowej poruszających się po wodach morskich,
  - prowadzenie dochodzeń dla potrzeb Izb Morskich,
  - prowadzenie postępowania administracyjnego w sprawach o wymierzanie kary pieniężnej za naruszenie przepisów z zakresu działania kapitanatu,
  - wydawanie zaświadczeń o posiadaniu "uprawnień pilotowych",
- nadzór nad działalnością podległych mu bosmanatów.

Kapitanaty portów znajdują się w: Gdańsku, Gdyni, Helu, Władysławowie, Łebie, Ustce, Darłowie, Kołobrzegu, Trzebieży, Świnoujściu, Dziwnowie, Szczecinie, Elblągu.